# Campeonato Europeu de Handebol Feminino de 1994
O Campeonato Europeu de Handebol Feminino de 1994 foi a edição inaugural do principal evento de Andebol (português europeu) ou Handebol (português brasileiro) feminino organizado pela Federação Europeia de Handebol (EHF). O torneio aconteceu na Alemanha entre os dias 17 e 25 de setembro, na final, a Dinamarca bateu as anfitriãs e conquistou o primeiro título continental.

## Cidades-sede
A competição ocorreu em 4 sedes diferentes:
- Waiblingen;
- Bonn;
- Oldenburg; e
- Magdeburg.